# Napoli (Nueva York)
Napoli es un pueblo ubicado en el condado de Cattaraugus en el estado estadounidense de Nueva York. En el año 2000 tenía una población de 1.159 habitantes y una densidad poblacional de 12.3 personas por km².

## Geografía
Napoli se encuentra ubicado en las coordenadas 42°13′10″N 78°53′43″O / 42.21944, -78.89528.

## Demografía
Según la Oficina del Censo en 2000 los ingresos medios por hogar en la localidad eran de $33,839, y los ingresos medios por familia eran $37,692. Los hombres tenían unos ingresos medios de $26,411 frente a los $23,036 para las mujeres. La renta per cápita para la localidad era de $13,077. Alrededor del 20.1% de la población estaban por debajo del umbral de pobreza.